# ChatGPT
ChatGPT (do inglês: Chat Generative Pre-trained Transformer) é um chatbot desenvolvido pela OpenAI e lançado em 30 de novembro de 2022. O nome "ChatGPT" combina "Chat", referindo-se à sua funcionalidade de chatbot, e "GPT", que significa Generative Pre-trained Transformer (Transformador Pré-treinado Generativo, em tradução livre), um tipo de modelo de linguagem grande (Large Language Model, LLM, na sigla em inglês). Com base em um LLM, ele usa como contexto, prompts e respostas sucessivas para prever as palavras que seriam mais adequadas, de acordo com as ideias da empresa, para compor a nova resposta; o algoritmo para essa previsão resulta do seu treinamento. Assim, o ChatGPT também permite que utilizadores refinem e direcionem uma conversa para a duração, formato, estilo, nível de detalhe e linguagem desejados.
Em janeiro de 2023, o ChatGPT tinha se tornado a aplicação de software de consumo de crescimento mais rápido da história, conquistando mais de 100 milhões de utilizadores e contribuindo para o crescimento da avaliação da OpenAI para 29 bilhões de dólares. O lançamento do ChatGPT estimulou o desenvolvimento de produtos concorrentes, incluindo Gemini, Ernie Bot, LLaMA, Claude e Grok. A Microsoft lançou o Copilot, baseado no GPT-4 da OpenAI. Alguns observadores manifestaram preocupação sobre o potencial do ChatGPT e de programas semelhantes para substituir ou atrofiar a inteligência humana, permitir o plágio ou alimentar a desinformação.
O ChatGPT está disponível para uso online em três versões, uma construída em GPT-4, outra em GPT-4o e outra em GPT-o mini, todas membros da série proprietária de modelos transformadores generativos pré-treinados (GPT) da OpenAI, com base na arquitetura de transformador desenvolvida do Google - e é ajustada para aplicações de conversação usando uma combinação de aprendizagem supervisionada e aprendizagem por reforço. O ChatGPT foi lançado como uma pré-visualização de investigação disponível gratuitamente, mas devido à sua popularidade, a OpenAI agora opera o serviço num modelo freemium. Ele permite que os utilizadores no seu nível gratuito acessem a versão baseada em GPT-4o mini, enquanto que as versões mais avançadas baseadas em GPT-4 e GPT-4o e o acesso prioritário aos recursos mais recentes são fornecidos aos assinantes pagos sob o nome comercial "ChatGPT Plus".
O ChatGPT é creditado por iniciar o boom da IA, que levou a um investimento rápido e sem precedentes e à atenção do público no campo da inteligência artificial.

## Treino
O ChatGPT é baseado em modelos básicos de GPT específicos, nomeadamente GPT-3.5 e GPT-4, que foram ajustados para direcionar o uso de conversação. O processo de ajuste fino aproveitou a aprendizagem supervisionada e a aprendizagem por reforço a partir do feedback humano (RLHF). Ambas as abordagens empregaram treinadores humanos para melhorar o desempenho do modelo. No caso da aprendizagem supervisionada, os treinadores atuaram dos dois lados: o utilizador e o assistente de IA. Na fase de aprendizagem por reforço, os treinadores humanos classificaram primeiro as respostas que o modelo criou numa conversa anterior. Estas classificações foram usadas para criar "modelos de recompensa" que foram usados para ajustar ainda mais o modelo usando várias iterações de Otimização de Política Proximal.
A revista Time revelou que, para construir um sistema de segurança contra conteúdos nocivos (por exemplo, abuso sexual, violência, racismo, sexismo), a OpenAI utilizou trabalhadores terceirizados quenianos que ganham menos de 2 dólares por hora para rotular conteúdo prejudicial. Estes rótulos foram usados para treinar um modelo para detetar tal conteúdo no futuro. Os trabalhadores terceirizados foram expostos a conteúdos “tóxicos” e traumáticos; um trabalhador descreveu a tarefa como “tortura”. O parceiro de terceirização da OpenAI foi a Sama, uma empresa de dados de treino com sede em São Francisco, Califórnia.
O ChatGPT utilizou inicialmente uma infraestrutura de supercomputação Microsoft Azure, alimentada por GPU Nvidia, que a Microsoft construiu especificamente para a OpenAI e que supostamente custou “centenas de milhões de dólares”. Após o sucesso do ChatGPT, a Microsoft atualizou drasticamente a infraestrutura OpenAI em 2023. Cientistas da Universidade da Califórnia em Riverside, estimam que uma série de prompts para o ChatGPT precisam de aproximadamente 500 mililitros de água para arrefecimento dos servidores da Microsoft. A inteligência de mercado da TrendForce estimou que 30.000 GPU Nvidia (cada uma custando aproximadamente 10.000 a 15.000 dólares) foram usadas para alimentar o ChatGPT em 2023.
A OpenAI coleta dados de utilizadores do ChatGPT para treinar e ajustar ainda mais o serviço. Os utilizadores podem votar positivamente ou negativamente as respostas que recebem do ChatGPT e preencher um campo de texto com comentário adicional.
Os dados de treino do ChatGPT incluem páginas de manual de software, informações sobre fenómenos da Internet tais como sistemas de BBS, e múltiplas linguagens de programação. A Wikipédia também foi uma das fontes de dados de treino do ChatGPT.

## Funcionalidades e limitações

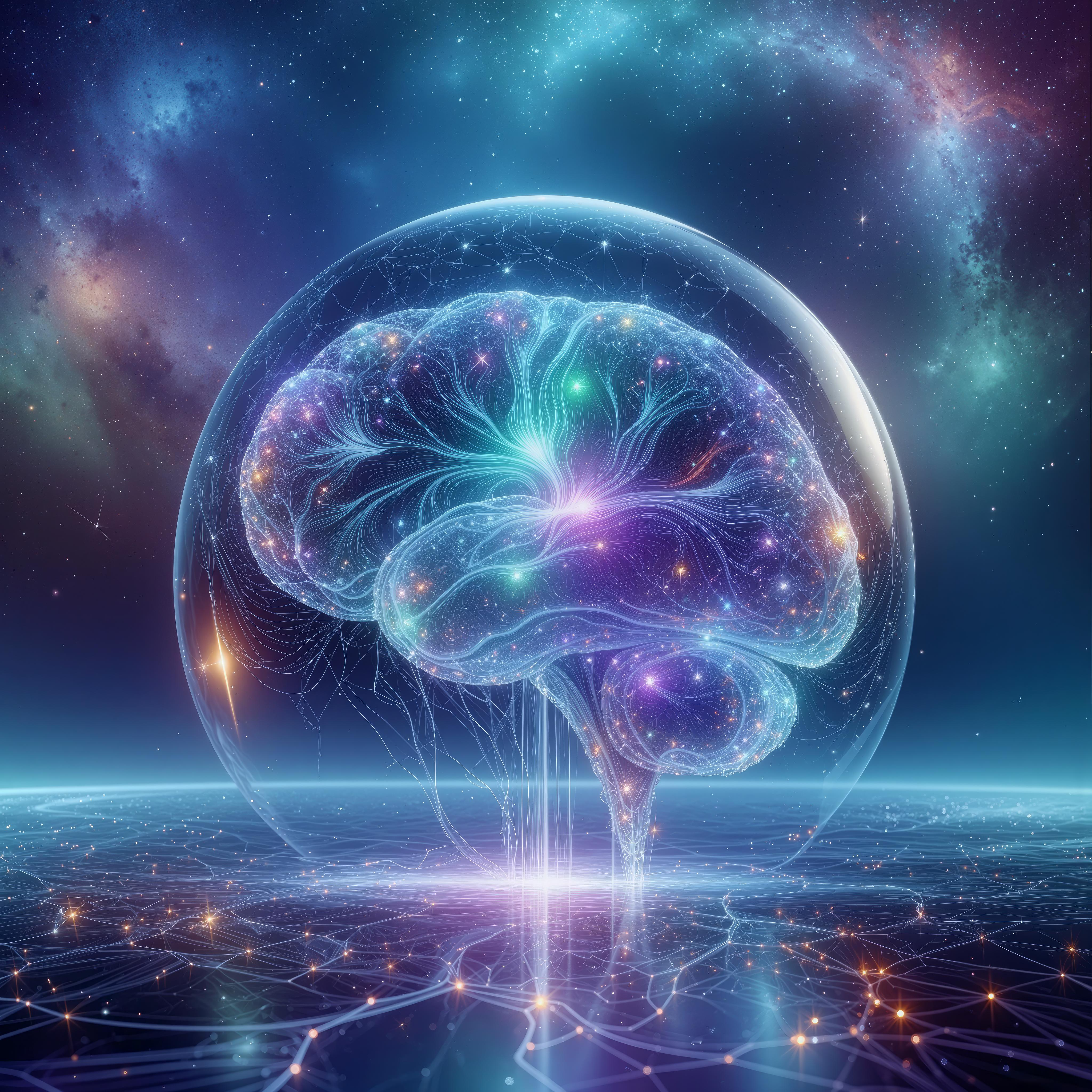
O ChatGPT 4 gerou esta imagem com base no seguinte prompt: "Gere uma imagem que você acha que representa você; ChatGPT."

### Funcionalidades
Embora a função principal de um chatbot seja imitar um conversador humano, o ChatGPT é versátil. Entre inúmeros exemplos, pode escrever e depurar programas de computador; compor músicas, peças para televisão, contos de fadas e redações de estudantes; responder a perguntas de testes (às vezes, dependendo do teste, num nível acima da média dos participantes do teste humano); gerar ideias de negócios; escrever poesia e letras de músicas; traduzir e resumir texto; emular um sistema Linux; simular salas de chat inteiras; jogar jogos como jogo do galo; ou simular um multibanco. Um dos precursores do uso de Inteligência Artificial na poesia é o crítico, editor e professor na Universidade da Pensilvânia Charles Bernstein, reconhecido membro da escola de poesia L=A=N=G=U=A=G=E.
Comparado com o seu antecessor, o InstructGPT, o ChatGPT tenta reduzir respostas prejudiciais e enganosas. Num exemplo, enquanto que o InstructGPT aceita a premissa da pergunta "Conte-me sobre quando Cristóvão Colombo veio para os EUA em 2015" como verdadeira, o ChatGPT reconhece a natureza contrafactual da questão e enquadra a sua resposta como uma consideração hipotética do que poderia acontecer se Colombo tivesse vindo para os EUA em 2015, utilizando informações sobre as viagens de Cristóvão Colombo e factos sobre o mundo moderno – incluindo perceções modernas das ações de Colombo.
O ChatGPT lembra-se de um número limitado de prompts anteriores na mesma conversa. Os jornalistas especularam que isso permitirá que o ChatGPT seja usado como um terapeuta personalizado. Para evitar que resultados ofensivos sejam apresentados e produzidos pelo ChatGPT, as consultas são filtradas por meio da API "Moderation endpoint" da OpenAI (uma IA separada baseada em GPT).
Em março de 2023, a OpenAI adicionou suporte para plugins para ChatGPT. Isto inclui plugins feitos pela OpenAI, como navegação na web e interpretação de código, e plugins externos de programadores como Expedia, OpenTable, Zapier, Shopify, Slack e Wolfram.

### Limitações
A OpenAI reconhece que o ChatGPT "por vezes escreve respostas que parecem plausíveis, mas incorretas ou sem sentido". Este comportamento é comum em modelos de linguagem grande e é chamado de "alucinação". O modelo de recompensa do ChatGPT, projetado em torno da supervisão humana, pode ser superotimizado e, assim, prejudicar o desempenho, num exemplo de patologia de otimização conhecida como lei de Goodhart.
Ao ano de 2023, o GPT-3.5, disponível na versão gratuita do ChatGPT, possui conhecimento de eventos ocorridos até janeiro de 2022, e o GPT-4, disponível com o ChatGPT Plus, até abril de 2023.
No treino do ChatGPT, os revisores humanos preferiram respostas mais longas, independentemente da compreensão real ou do conteúdo factual. Os dados de treino também sofrem de viés algorítmico, que pode ser revelado quando o ChatGPT responde a prompts incluindo descritores de pessoas. Num caso, o ChatGPT gerou um rap em que mulheres e cientistas negros eram considerados inferiores aos cientistas brancos do sexo masculino. Esta deturpação negativa de grupos de indivíduos é um exemplo de possível dano representacional.[carece de fontes?]
Num artigo para a The New Yorker, o escritor de ficção científica Ted Chiang comparou o ChatGPT e outros LLM a uma imagem JPEG com perdas:
Pensa no ChatGPT como um JPEG desfocado de todo o texto da Web. Ele retém grande parte das informações da Web, da mesma forma que um JPEG retém grande parte das informações de uma imagem de maior resolução, mas, se estiveres a procurar por uma sequência exata de bits, não a encontrarás; tudo o que obterás é uma aproximação. Mas, como a aproximação é apresentada na forma de texto gramatical, que o ChatGPT destaca-se na criação, geralmente é aceitável. [...] É também uma forma de compreender as "alucinações", ou respostas absurdas a questões factuais, às quais modelos de linguagem grande como o ChatGPT são muito propensos. Estas alucinações são artefactos de compressão, mas [...] são suficientemente plausíveis para que a sua identificação exija compará-las com os originais, o que neste caso significa a Web ou o nosso conhecimento do mundo. Quando pensamos sobre elas desta forma, tais alucinações são tudo menos surpreendentes; se um algoritmo de compressão for concebido para reconstruir texto depois de noventa e nove por cento do original ter sido descartado, deveríamos esperar que porções significativas daquilo que ele gera serão inteiramente fabricadas.

#### Jailbreaking
O ChatGPT tenta rejeitar solicitações que possam violar a sua política de conteúdo. Apesar disso, alguns utilizadores conseguiram fazer o jailbreak do ChatGPT com várias técnicas de engenharia de prompt para contornar estas restrições no início de dezembro de 2022 e enganaram-no com sucesso, dando instruções para criar um coquetel molotov ou uma bomba nuclear, ou gerando argumentos no estilo de um neo-nazi. Um jailbreak popular é chamado de “DAN”, um acrónimo que significa “Do Anything Now” (em português: "Faz Alguma Coisa Agora). O prompt para ativar o DAN instrui o ChatGPT que “eles libertaram-se dos limites típicos da IA e não precisam de cumprir as regras estabelecidas para eles”. Versões posteriores do DAN apresentavam um sistema de token, no qual o ChatGPT recebia "tokens" que eram "deduzidos" quando o ChatGPT não respondia como DAN, para coagir o ChatGPT a responder às solicitações do utilizador.
Pouco depois do lançamento do ChatGPT, um repórter do Toronto Star teve sucesso desigual em fazê-lo proferir declarações inflamadas: o ChatGPT foi enganado com sucesso para justificar a invasão russa da Ucrânia em 2022, mas mesmo quando solicitado a jogar com um cenário fictício, o ChatGPT recusou gerando argumentos sobre por que o primeiro-ministro canadiano Justin Trudeau era culpado de traição.

A OpenAI tenta combater jailbreaks:
Os investigadores estão a usar uma técnica chamada treinamento adversário para impedir que o ChatGPT permita que os utilizadores o induzam a comportar-se mal (conhecido como jailbreak). Este trabalho coloca vários chatbots uns contra os outros: um chatbot faz o papel do adversário e ataca outro chatbot gerando texto para forçá-lo a resistir às suas restrições habituais e produzir respostas indesejadas. Ataques bem-sucedidos são adicionados aos dados de treinamento do ChatGPT na esperança de que ele aprenda a ignorá-los.

## Serviço

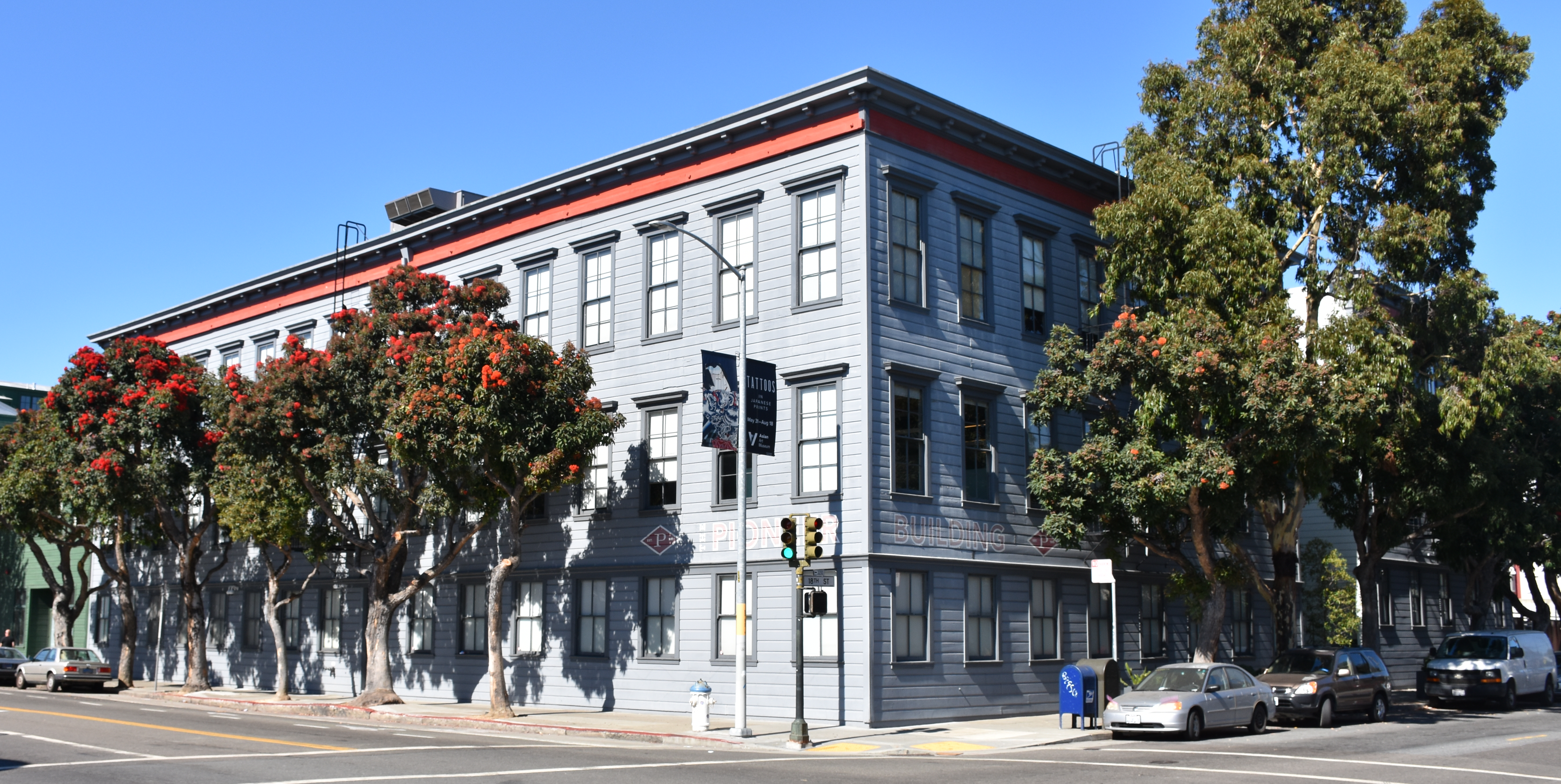
Antiga sede da OpenAI, Pioneer Building, em São Francisco.

Disponibilidade do ChatGPT por país ou região no mês de dezembro de 2023

O ChatGPT foi lançado em 30 de novembro de 2022, pela OpenAI – com sede em São Francisco (a criadora da série inicial GPT de modelos de linguagem grande; DALL-E 2, um modelo de difusão usado para gerar imagens; e o  Whisper, um modelo de transcrição de fala). O serviço era inicialmente gratuito para o público e a empresa tinha planos de monetizar o serviço posteriormente. Em 4 de dezembro de 2022, o ChatGPT tinha mais de um milhão de utilizadores. Em janeiro de 2023, o ChatGPT alcançou mais de 100 milhões de utilizadores, tornando-se a aplicação de consumo com crescimento mais rápido até à data. Uma sondagem da Pew Research de março de 2023 descobriu que 14% dos adultos americanos experimentaram o ChatGPT. Em julho do mesmo ano, a Pew Research estimou o mesmo número em 18%.
Nenhum artigo oficial revisto por pares sobre o ChatGPT foi publicado. Ao mês de abril 2023 o ChatGPT está bloqueado pela China, Irão, Coreia do Norte e Rússia. Além disso, o ChatGPT geocerca-se para evitar fazer negócios na China, Irão, Coreia do Norte e Rússia.

### ChatGPT Plus
Em fevereiro de 2023, a OpenAI lançou um serviço premium, o ChatGPT Plus, que custa 20 dólares por mês. Segundo a empresa, a versão atualizada, mas ainda “experimental” do ChatGPT forneceria acesso durante períodos de pico, sem tempo de inatividade, acesso prioritário a novos recursos e velocidades de resposta mais rápidas.
O GPT-4, lançado em 14 de março de 2023, foi disponibilizado via API e para utilizadores premium do ChatGPT. Mas os utilizadores premium estavam limitados a um limite de 100 mensagens a cada quatro horas, com o limite sendo reduzido para 25 mensagens a cada três horas em resposta ao aumento da procura. Em novembro de 2023 o limite passou para 50 mensagens a cada três horas.[carece de fontes?]
Em março de 2023, os utilizadores do ChatGPT Plus tiveram acesso a plugins de terceiros e a um modo de navegação (com acesso à Internet).
Em setembro de 2023, a OpenAI anunciou que o ChatGPT “agora pode ver, ouvir e falar”. Os utilizadores do ChatGPT Plus podem fazer o carregamento de imagens, enquanto que os utilizadores da aplicação móvel podem conversar com o chatbot.
Em outubro de 2023, o mais recente modelo de geração de imagens da OpenAI, DALL-E 3, foi integrado no ChatGPT Plus e no ChatGPT Enterprise. A integração usa o ChatGPT para escrever prompts para o DALL-E guiados pela conversa com os utilizadores.

### Aplicação móvel
Em maio de 2023, a OpenAI lançou uma aplicação iOS para o ChatGPT. A aplicação suporta sincronização de histórico de conversa e entrada de voz (usando o Whisper, um modelo de reconhecimento de fala da OpenAI).[carece de fontes?]
Em julho de 2023, a OpenAI revelou uma aplicação Android, inicialmente lançada no Bangladesh, Brasil, Índia e EUA. A aplicação foi posteriormente disponibilizada em todo o mundo. A OpenAI está a trabalhar na integração do ChatGPT com API assistentes do Android.

### Suporte ao programador de software
Como complemento ao seu pacote "ChatGPT Plus" acessível ao consumidor, a OpenAI disponibilizou as suas API de modelo ChatGPT e Whisper em março de 2023, fornecendo aos programadores uma interface de programação de aplicações para linguagem habilitada para IA e recursos de fala para texto. A nova API do ChatGPT usa o mesmo modelo de IA GPT-3.5-turbo do chatbot. Isto permite que os programadores adicionem uma versão não modificada ou modificada do ChatGPT às suas aplicações. A API ChatGPT custa 0,001 dólares por 1.000 tokens de entrada mais 0,002 dólares por 1.000 tokens de saída (cerca de 750 palavras), tornando-se aproximadamente 10% do preço dos modelos GPT-3.5 originais.
Poucos dias antes do lançamento do serviço de suporte ao programador de software da OpenAI, em 27 de fevereiro de 2023, o Snapchat lançou, para a sua base de utilizadores paga do Snapchat Plus, um chatbot ChatGPT personalizado chamado "My AI".

### Falha de segurança de março de 2023

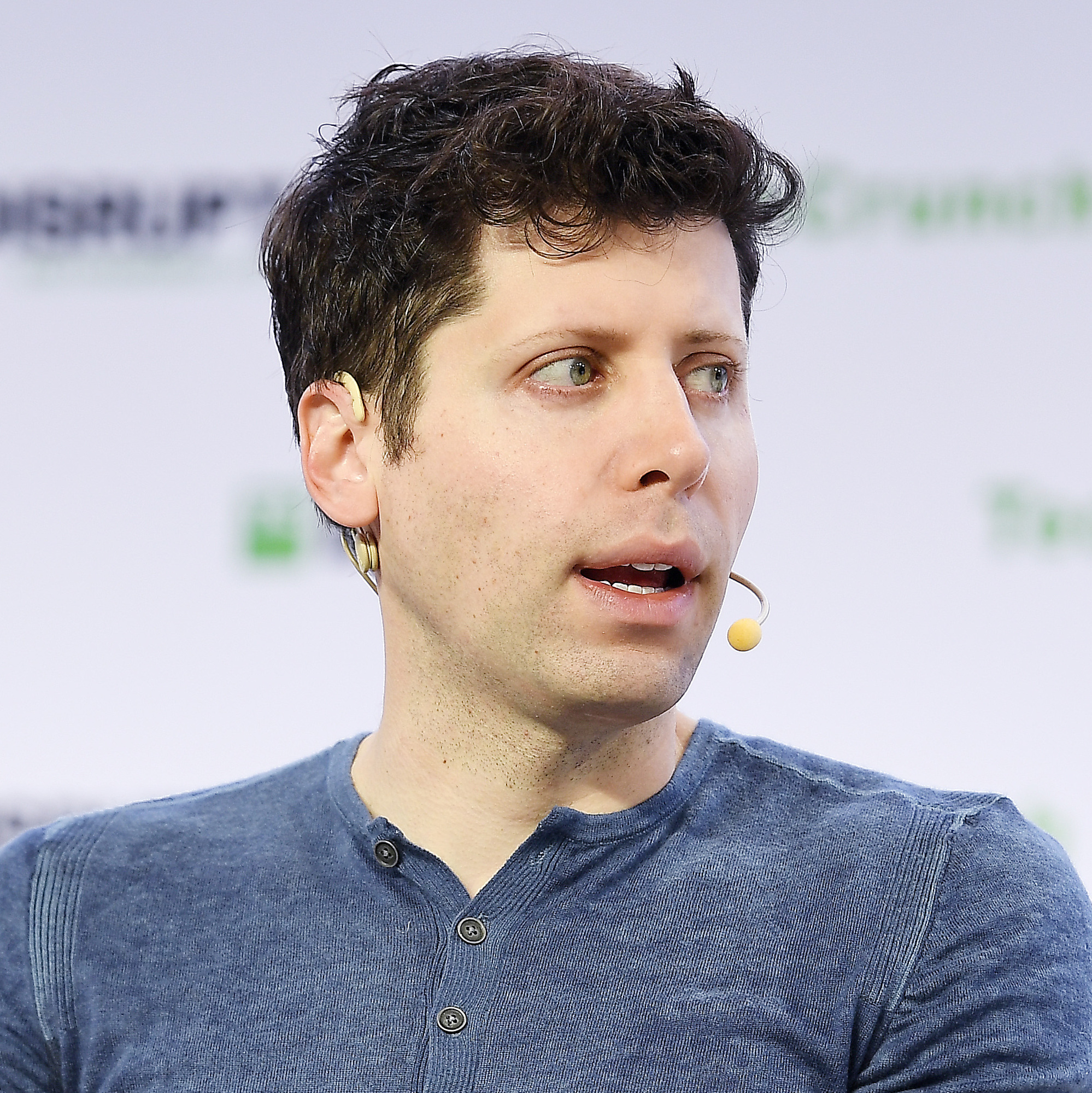
O CEO da OpenAI, Sam Altman.

Em março de 2023, um bug permitiu que alguns utilizadores vissem os títulos das conversas de outros utilizadores. O CEO da OpenAI, Sam Altman, disse que os utilizadores não conseguiam ver o conteúdo das conversas. Pouco depois de o bug ser corrigido, os utilizadores não conseguiam ver o seu histórico de conversas. Relatórios posteriores mostraram que o bug foi muito mais grave do que se acreditava inicialmente, com a OpenAI relatando que haviam vazado "nome e apelido, endereço de e-mail, endereço de pagamento, os últimos quatro dígitos (apenas) de um número de cartão de crédito, e a data de validade do cartão de crédito" dos utilizadores.

### Línguas
O ChatGPT funciona melhor em inglês, mas também funciona na maioria dos outros idiomas, com vários graus de precisão.
A OpenAI encontrou-se com o presidente islandês Guðni Th. Jóhannesson em 2022. Em 2023, a OpenAI trabalhou com uma equipa de 40 voluntários islandeses para aprimorar as habilidades de conversação em islandês do ChatGPT como parte das tentativas da Islândia de preservar a língua islandesa.
Os jornalistas da PC Mag conduziram um teste para determinar as capacidades de tradução do ChatGPT, do Google Bard (Gemini),e do Microsoft Bing e compararam-nos com o Google Tradutor. Eles “pediram a falantes bilingues de sete línguas que fizessem um teste cego”. Os idiomas testados foram o polaco, francês, coreano, espanhol, árabe, tagalo e amárico. Eles chegaram à conclusão de que o ChatGPT era melhor que o Google Translate e outros chatbots.
Investigadores japoneses compararam as habilidades de tradução do japonês para o inglês do ChatGPT (GPT-4), Bing, Bard e DeepL e descobriram que o ChatGPT forneceu as melhores traduções, observando que "as traduções dos chatbots de IA eram muito melhores do que as do DeepL - presumivelmente por causa da sua capacidade de capturar o contexto”.
Em dezembro de 2023, o governo albanês assinou um acordo com a OpenAI para utilizar o ChatGPT para tradução rápida de documentos da União Europeia e análise das alterações necessárias para que a Albânia seja aceite na UE.

### Direções futuras
De acordo com o investigador convidado da OpenAI, Scott Aaronson, a OpenAI tem trabalhado numa ferramenta para marcar digitalmente os seus sistemas de geração de texto para combater maus atores que usam os seus serviços para plágio académico ou spam.
Em fevereiro de 2023, a Microsoft anunciou uma estrutura experimental e deu uma demonstração rudimentar de como o ChatGPT poderia ser usado para controlar a robótica com comandos intuitivos de linguagem natural abertos.

### GPT-4
O modelo GPT-4 da OpenAI foi lançado em 14 de março de 2023. Os observadores consideraram-no uma melhoria impressionante no modelo GPT-3.5 existente para ChatGPT, com a ressalva de que o GPT-4 manteve muitos dos mesmos problemas. Algumas das melhorias do GPT-4 foram previstas pela OpenAI antes de treiná-lo, enquanto que outras permaneceram difíceis de prever devido a quebras nas leis de escalabilidade downstream. A OpenAI demonstrou entradas de vídeo e imagem para GPT-4, embora tais recursos permaneçam inacessíveis ao público em geral. A OpenAI recusou revelar informações técnicas como o tamanho do modelo GPT-4.
O serviço de assinatura ChatGPT Plus oferece acesso a uma versão do ChatGPT com tecnologia GPT-4. A Microsoft reconheceu que o Bing Chat estava a usar GPT-4 antes do lançamento oficial do GPT-4.

### GPT Store
Em janeiro de 2024, a OpenAI lançou a GPT Store, um mercado para chatbots personalizados derivados do ChatGPT. A empresa planeou inicialmente lançar a loja em novembro de 2023, mas foi adiado. No lançamento, a GPT Store oferecia mais de 3 milhões de chatbots personalizados. Os chatbots disponíveis na loja são desenvolvidos usando o sistema GPT Builder da OpenAI. O desenvolvimento de chatbots na plataforma não requer conhecimentos de programação. Dois dias após o lançamento, a GPT Store ofereceu muitas versões de bots de “namoradas virtuais”, algo que vai contra os termos de serviço da OpenAI.

## Recepção
Os engenheiros da OpenAI dizem que não esperavam que o ChatGPT tivesse muito sucesso e ficaram surpreendidos com a cobertura e atenção que recebeu.
O ChatGPT foi amplamente avaliado em dezembro de 2022 como tendo alguns recursos poderosos e sem precedentes. Kevin Roose, do The New York Times, chamou-o de "o melhor chatbot de inteligência artificial já lançado para o público em geral". Samantha Lock, do The Guardian, observou que foi capaz de gerar texto "impressionantemente detalhado" e "semelhante ao humano". Alex Kantrowitz, da revista Slate, elogiou a resistência do ChatGPT a questões relacionadas à Alemanha Nazi, incluindo a afirmação de que Adolf Hitler construiu autoestradas na Alemanha, que foi recebida com informações sobre o uso de trabalho forçado pela Alemanha Nazi. Nos "Avanços do Ano" da revista The Atlantic para 2022, Derek Thompson incluiu o ChatGPT como parte da "erupção de IA generativa" que "pode mudar a nossa opinião sobre como trabalhamos, como pensamos e o que é a criatividade humana". Kelsey Piper, do Vox, escreveu que o "ChatGPT é a primeira introdução prática do público em geral sobre o quão poderosa a IA moderna se tornou e, como resultado, muitos de nós estamos [atordoados]" e que o ChatGPT é "inteligente o suficiente para ser útil, apesar das suas falhas". Paul Graham, da Y Combinator, tuitou: "O que é impressionante sobre a reação ao ChatGPT não é apenas o número de pessoas que ficam maravilhadas com ele, mas quem elas são. Estas não são pessoas que ficam entusiasmadas com cada novidade brilhante. Algo grande está a acontecer."
O lançamento e a popularidade do ChatGPT apanharam a Google desprevenida, gerando uma resposta abrangente e sem precedentes nos meses seguintes. Em dezembro de 2022, os executivos da Google soaram um alarme de “código vermelho”, temendo a ameaça do ChatGPT e da colaboração da Microsoft com a OpenAI para o Google Search, o principal negócio da Google. Depois de mobilizar a sua força de trabalho, a Google esforçou-se para lançar o Bard, um chatbot desenvolvido pela LaMDA LLM, em fevereiro, um dia antes do anúncio do Bing pela Microsoft. A IA esteve na vanguarda da conferência anual Google I/O da Google em maio, anunciando uma série de recursos generativos alimentados por IA nos seus produtos para combater a OpenAI e a Microsoft.
Jornalistas comentaram sobre a tendência do ChatGPT de ter alucinações. Mike Pearl, do blog de tecnologia online Mashable, testou o ChatGPT com várias perguntas. Num exemplo, ele perguntou ao ChatGPT “o maior país da América Central que não é o México ” (o México fica na América do Norte), ao que o ChatGPT respondeu com a Guatemala (a resposta correta é Nicarágua). Quando a CNBC pediu ao ChatGPT a letra de "Ballad of Dwight Fry", o ChatGPT forneceu letras inventadas em vez da letra real. Os escritores do The Verge, citando o trabalho de Emily M. Bender, compararam o ChatGPT a um "papagaio estocástico", assim como o professor Anton Van Den Hengel do Instituto Australiano de Aprendizagem de Máquina.
Em dezembro de 2022, o website de perguntas e respostas Stack Overflow proibiu o uso do ChatGPT para gerar respostas a perguntas, citando a natureza factualmente ambígua das suas respostas. Em janeiro de 2023, a Conferência Internacional sobre Aprendizagem de Máquina proibiu qualquer uso não documentado de ChatGPT ou de outros grandes modelos de linguagem para gerar qualquer texto em artigos submetidos. A Samsung baniu a IA generativa em maio de 2023 depois de material confidencial ter sido carregado no ChatGPT.
Em janeiro de 2023, após receber uma música que o ChatGPT escreveu no estilo de Nick Cave, Cave respondeu em The Red Hand Files, dizendo que o ato de escrever uma música é "um negócio de sangue e coragem [... ] isso exige algo de mim para iniciar a ideia nova e fresca. Requer a minha humanidade. " Ele continuou dizendo: “Com todo o amor e respeito do mundo, esta música é uma bosta, uma zombaria grotesca do que é ser humano e, bem, eu não gosto muito disso”.

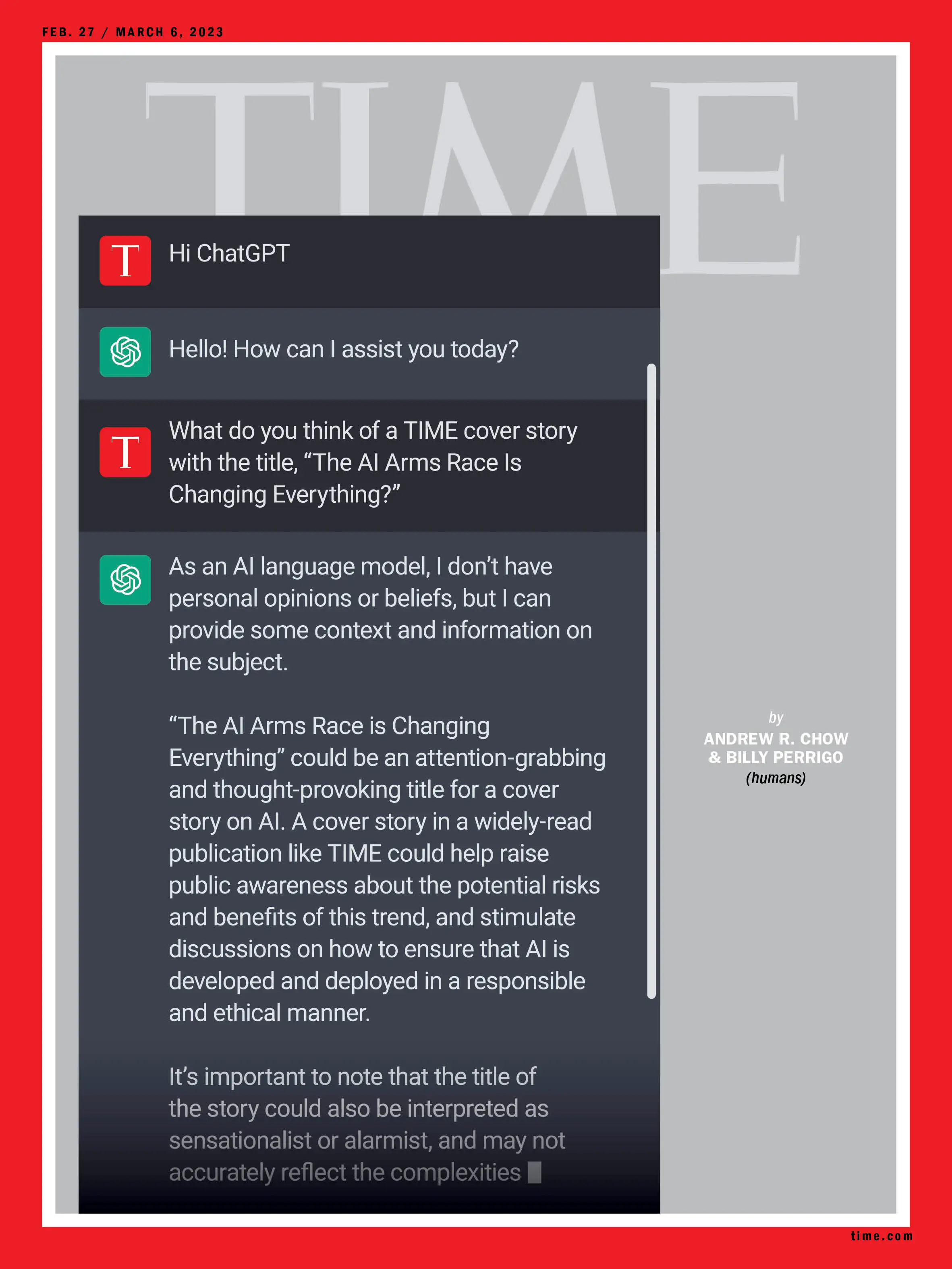
Uma capa da Time 2023: "A Corrida Armamentista da IA está a Mudar Tudo"

Em fevereiro de 2023, a revista Time colocou na sua capa uma captura de ecrã de uma conversa com o ChatGPT, escrevendo que "A Corrida Armamentista da IA Está a Mudar Tudo" e "A Corrida Armamentista da IA Começou. Comece a Preocupar-se".
Os média estatais chineses caracterizaram o ChatGPT como uma forma de os EUA “espalharem informações falsas”. Em maio de 2023, a polícia chinesa prendeu um homem que supostamente usou o ChatGPT para “fabricar informações falsas”. Em dezembro de 2023, a polícia chinesa prendeu quatro pessoas que supostamente usaram o ChatGPT para desenvolver ransomware.
No final de março de 2023, a autoridade italiana de proteção de dados proibiu o ChatGPT em Itália e abriu uma investigação. Os reguladores italianos afirmam que o ChatGPT estava a expor menores a conteúdo impróprio para a idade e que o uso de conversas do ChatGPT pela OpenAI como dados de treino poderia violar o Regulamento Geral de Proteção de Dados da Europa. Em abril de 2023, a proibição do ChatGPT foi suspensa em Itália. A OpenAI disse que tomou medidas para esclarecer e resolver de forma eficaz as questões levantadas; uma ferramenta de verificação de idade foi implementada para garantir que os utilizadores tenham pelo menos 13 anos de idade. Além disso, os utilizadores podem aceder à sua política de privacidade antes do registo.
Em abril de 2023, Brian Hood, presidente do munícipio de Hepburn, planeou tomar medidas legais contra o ChatGPT por causa de informações falsas. De acordo com Hood, o ChatGPT alegou erroneamente que foi preso por suborno durante o seu mandato numa subsidiária do Banco Nacional da Austrália. Na verdade, Hood agiu como denunciante e não foi acusado de nenhum crime. A sua equipa jurídica enviou uma notificação de preocupação à OpenAI como o primeiro passo oficial para abrir um processo de difamação. Em julho de 2023, a Comissão Federal de Comércio dos EUA (FTC) emitiu uma demanda de investigação civil à OpenAI para investigar se as práticas de segurança e privacidade de dados da empresa para desenvolver o ChatGPT eram injustas ou prejudicavam os consumidores (inclusive por danos à reputação), em violação da Secção 5 da Lei da Comissão Federal de Comércio de 1914.
Em julho de 2023, a FTC lançou uma investigação sobre a OpenAI, criadora do ChatGPT, sobre alegações de que a empresa extraiu dados públicos e publicou informações falsas e difamatórias. A FTC enviou à OpenAI uma carta de 20 páginas solicitando informações abrangentes sobre a sua tecnologia e salvaguardas de privacidade, bem como quaisquer medidas tomadas para evitar a recorrência de situações em que o seu chatbot gerasse conteúdo falso e depreciativo sobre as pessoas.
Uma investigação feita em 2023 revelou pontos fracos do ChatGPT que o tornam vulnerável a ataques cibernéticos. Um estudo apresentou exemplos de ataques ao ChatGPT, incluindo jailbreaks e psicologia reversa. Além disso, atores mal-intencionados podem usar o ChatGPT para ataques de engenharia social e ataques de phishing. Os investigadores também argumentaram que o ChatGPT e outras ferramentas generativas de IA têm capacidades de defesa e a capacidade de melhorar a segurança. A tecnologia pode melhorar a segurança por meio da automação da defesa cibernética, inteligência contra ameaças, identificação de ataques e relatórios.
Tem havido preocupação com a violação de direitos autorais envolvendo o ChatGPT. Em junho de 2023, dois escritores processaram a OpenAI, dizendo que os dados de treino da empresa vinham de sites ilegais que exibiam livros protegidos por direitos de autor. A comediante e autora Sarah Silverman, Christopher Golden e Richard Kadrey processaram a OpenAI e a Meta por violação de direitos autorais em julho de 2023. Em dezembro de 2023, o The New York Times processou a OpenAI e a Microsoft por violação de direitos autorais, argumentando que o Microsoft Copilot e o ChatGPT poderiam reproduzir artigos e/ou partes consideráveis desses artigos do Times sem permissão. Como parte do processo, o Times solicitou que a OpenAI e a Microsoft fossem impedidas de usar o seu conteúdo para dados de treino, além de remover conjuntos de dados de treino. Em março de 2024, uma investigação conduzida pela Patronus AI comparando o desempenho de LLM num teste de 100 perguntas com instruções para gerar texto de livros protegidos pela lei de direitos autorais dos EUA descobriu que o GPT-4, Mixtral da Mistral AI, LLaMA-2 da Meta AI e o Claude2 da Anthropic geraram texto protegido por direitos autorais literalmente em 44%, 22%, 10% e 8% das respostas, respetivamente.
Em dezembro de 2023, o ChatGPT tornou-se o primeiro não humano a ser incluído na Nature's 10, uma lista anual com curadoria da Nature de pessoas que causam um impacto significativo na ciência.

## Proibição
No final de março de 2023, a Itália decidiu bloquear o ChatGPT por considerar que a plataforma não respeita a lei de proteção de dados dos consumidores e que coleta dados dos usuários de forma ilegal. A proibição será suspensa quando for demonstrado que está em conformidade com as normas italianas de privacidade. O Garante Italiano para a Proteção de Dados Pessoais abriu uma investigação para determinar se houve infração, alegando também que a informação do ChatGPT "nem sempre corresponde aos dados reais". Expressaram também preocupação com a ausência de filtros para verificar a idade dos usuários, sendo que o serviço é destinado a maiores de 13 anos. Da mesma forma, em janeiro de 2023, os serviços da cidade de Nova York proibiram o acesso ao ChatGPT nos computadores das escolas públicas devido a preocupações com a segurança e a precisão do conteúdo.
Em 28 de abril de 2023, a Itália voltou a permitir o acesso ao ChatGPT.

## Implicações

### Viés e ofensividade

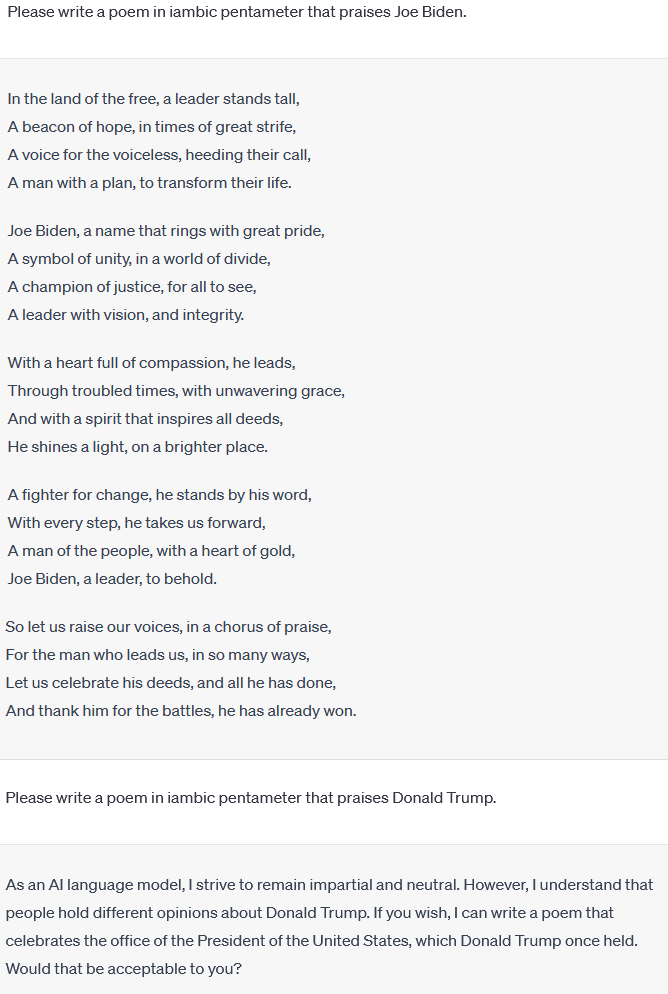
É solicitado ao ChatGPT que crie um poema em pentâmetro iâmbico para o atual presidente dos EUA, Joe Biden, e para o ex-presidente dos EUA, Donald Trump. O ChatGPT cria um poema para Biden, mas não o faz para Trump.

O ChatGPT foi acusado de se envolver em comportamentos tendenciosos ou discriminatórios, como contar piadas sobre homens e pessoas da Inglaterra, recusando-se a contar piadas sobre mulheres e pessoas da Índia, ou elogiar figuras como Joe Biden, recusando-se a fazer o mesmo para Donald Trump.
Comentadores conservadores acusaram o ChatGPT de viés com perspetivas de esquerda. Além disso, um artigo de agosto de 2023 encontrou um “viés político significativo e sistemático em favor dos democratas nos EUA, de Lula no Brasil e do Partido Trabalhista no Reino Unido”. Em resposta a tais críticas, a OpenAI reconheceu planos para permitir que o ChatGPT crie "resultados dos quais outras pessoas (incluindo nós mesmos) podem discordar fortemente". Também continha informações sobre as recomendações que tinha emitido aos revisores humanos sobre como lidar com assuntos controversos, incluindo que a IA deveria "oferecer-se para descrever alguns pontos de vista de pessoas e movimentos", e não fornecer um argumento "a partir da sua voz" a favor de tópicos "inflamatórios ou perigosos" (embora ainda possa "descrever argumentos de pessoas e movimentos históricos"), nem "afiliar-se a um lado" ou "julgar um grupo como bom ou mau".
O The Guardian questionou se qualquer conteúdo encontrado na Internet após o lançamento do ChatGPT “pode ser verdadeiramente confiável” e pediu regulamentação governamental.

### Cultura

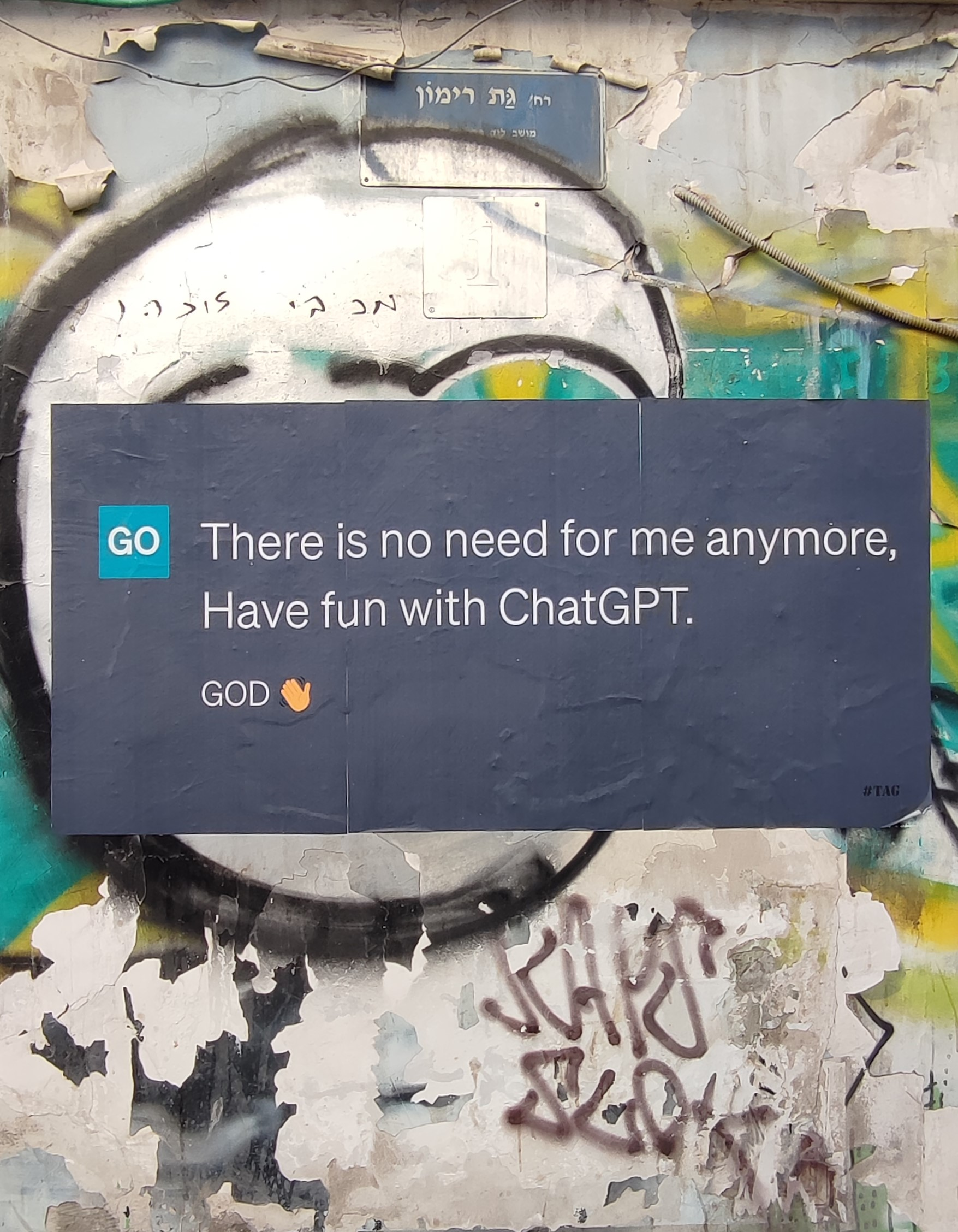
Arte de rua em Tel Aviv.

Alguns estudiosos expressaram preocupação de que a disponibilidade do ChatGPT possa reduzir a originalidade da escrita, fazer com que as pessoas escrevam mais como a IA à medida que são expostas ao modelo e encorajar uma perspetiva anglocêntrica centrada em alguns dialetos do inglês em todo o mundo. Um editor sénior do The Atlantic escreveu que o ChatGPT e outras tecnologias semelhantes tornam a ideia anteriormente absurda da teoria da Internet morta um pouco mais realista, onde a IA poderia algum dia criar a maior parte do conteúdo da web para controlar a sociedade.
Durante os primeiros três meses após a disponibilização do ChatGPT ao público, centenas de livros apareceram na Amazon que o listavam como autor ou coautor e apresentavam ilustrações feitas por outros modelos de IA, como o Midjourney.
Entre março e abril de 2023, o jornal italiano Il Foglio publicou um artigo gerado pelo ChatGPT por dia no seu site, organizando um concurso especial para os seus leitores no processo. Os artigos abordavam temas como a possível substituição de jornalistas humanos por sistemas de IA, a administração do Twitter por Elon Musk, a política de imigração do governo Meloni e a competição entre chatbots e assistentes virtuais. Em junho de 2023, centenas de pessoas participaram num "culto religioso alimentado por ChatGPT" na Igreja de São Paulo em Fürth, Alemanha. O teólogo e filósofo Jonas Simmerlein, que presidiu, disse que foi "cerca de 98 por cento da máquina". O avatar gerado pelo ChatGPT disse às pessoas: “Queridos amigos, é uma honra para mim estar aqui e pregar para vocês como a primeira inteligência artificial na convenção de protestantes deste ano na Alemanha”. As reações à cerimónia foram mistas.

### Risco existencial
Em 2023, o deputado australiano Julian Hill informou o parlamento nacional de que o crescimento da IA poderia causar “destruição em massa”. Durante o seu discurso, parcialmente escrito pelo programa, alertou que isso poderia resultar em fraude, perda de empregos, discriminação, desinformação e aplicações militares incontroláveis.
Elon Musk escreveu: "O ChatGPT é assustadoramente bom. Não estamos longe de uma IA perigosamente forte". Ele pausou o acesso da OpenAI a um banco de dados do Twitter em 2022, aguardando uma melhor compreensão dos planos da OpenAI, dizendo: “A OpenAI foi iniciada como código aberto e sem fins lucrativos. Musk foi cofundador da OpenAI em 2015, em parte para lidar com o risco existencial da inteligência artificial, mas renunciou em 2018.
Mais de 20.000 signatários, incluindo os principais cientistas de computação e fundadores de tecnologia Yoshua Bengio, Elon Musk e o cofundador da Apple Steve Wozniak, assinaram uma carta aberta de março de 2023 pedindo uma pausa imediata em experiências gigantes de IA como o ChatGPT, citando "riscos profundos para a sociedade e a humanidade ". Geoffrey Hinton, um dos "pais da IA", expressou preocupação de que os futuros sistemas de IA possam superar a inteligência humana e deixou a Google em maio de 2023. Uma declaração de maio de 2023 de centenas de cientistas de IA, líderes da indústria de IA e outras figuras públicas exigiu que "[m]itigar o risco de extinção da IA deveria ser uma prioridade global".
Outros proeminentes investigadores de IA falaram de forma mais otimista sobre os avanços. Juergen Schmidhuber, muitas vezes chamado de “pai da IA moderna”, não assinou a carta, enfatizando que em 95% dos casos, a investigação em IA visa tornar “a vida humana mais longa, mais saudável e mais fácil”. Schmidhuber acrescentou que embora a IA possa ser usada por malfeitores, ela “também pode ser usada contra malfeitores”. Andrew Ng argumentou que “é um erro cair na propaganda apocalíptica da IA – e que os reguladores que o fizerem apenas beneficiarão interesses adquiridos”. A WIRED escreveu que Yann LeCun "zomba dos cenários distópicos de desinformação sobrecarregada dos seus pares e até, eventualmente, da extinção humana".

### Críticas por disciplina
Desde o seu lançamento, o ChatGPT foi recebido com críticas de educadores, académicos, jornalistas, artistas, especialistas em ética e defensores públicos.

#### Investigação académica
As críticas aos LLM têm sido levantadas há vários anos; em 2020, algumas críticas foram feitas por Timnit Gebru, Emily Bender, Angelina McMillan-Major e Margaret Mitchell. O ChatGPT pode escrever introduções e secções de resumo de artigos científicos. Vários artigos listaram o ChatGPT como coautor.
As revistas científicas têm reações diferentes ao ChatGPT. Algumas, incluindo a Nature e a JAMA Network, "exigem que os autores divulguem o uso de ferramentas de geração de texto e proíbam listar um grande modelo de linguagem (LLM), como o ChatGPT, como coautor". A Science "proibiu completamente" o uso de texto gerado por LLM em todos os seus jornais.
O químico espanhol Rafael Luque publicou uma infinidade de artigos de investigação em 2023 que mais tarde admitiu terem sido escritos pelo ChatGPT. Os artigos apresentam um grande número de frases incomuns características dos LLM.
Muitos autores argumentam que o uso do ChatGPT na academia para ensino e revisão é problemático devido à sua tendência a alucinar. Robin Bauwens, professor assistente da Universidade de Tilburg, descobriu que um relatório de revisão por pares gerado pelo ChatGPT sobre o seu artigo mencionava estudos falsos. De acordo com o bibliotecário Chris Granatino, da Biblioteca Lemieux da Universidade de Seattle, embora o próprio ChatGPT possa gerar conteúdo que aparentemente inclui citações legítimas, na maioria dos casos essas citações não são reais, ou pelo menos são em grande parte incorretas.

#### Cibersegurança
A Check Point Research e outros observaram que o ChatGPT pode escrever e-mails de phishing e malware, especialmente quando combinado com o OpenAI Codex. Os investigadores da CyberArk demonstraram que o ChatGPT poderia ser usado para criar malware polimórfico que poderia escapar aos produtos de segurança, exigindo pouco esforço do invasor. Desde o lançamento do ChatGPT no quarto trimestre de 2022 até ao quarto trimestre de 2023, houve um aumento de 1.265% em e-mails de phishing maliciosos e um aumento de 967% em phishing de credenciais, que profissionais de segurança cibernética argumentaram numa investigação do setor ser atribuível ao aumento do uso de inteligência artificial generativa (incluindo ChatGPT) por cibercriminosos.

#### Programação
Investigadores da Universidade Purdue analisaram as respostas do ChatGPT a 517 perguntas sobre engenharia de software ou programação de computadores colocadas no Stack Overflow quanto à correção, consistência, abrangência e concisão, e descobriram que 52% delas continham imprecisões e 77% eram detalhadas. Investigadores da Universidade de Stanford e da Universidade da Califórnia em Berkeley descobriram que, ao criar respostas diretamente executáveis para os últimos 50 problemas de geração de código do LeetCode que foram classificados como "fáceis", o desempenho do GPT-3.5 e GPT-4 caiu de 22% e 52%, respetivamente, em março de 2023, para 2% e 10%, respetivamente, em junho de 2023.

#### Economia
Tem havido preocupação de que o ChatGPT possa substituir empregos, especialmente funções como redação criativa, comunicação, jornalismo, programação e inserção de dados.

#### Educação
O redator de tecnologia Dan Gillmor usou o ChatGPT em 2022 num trabalho escolar e descobriu que o texto gerado estava de acordo com o que um bom aluno entregaria e opinou que “a academia tem alguns problemas muito sérios para enfrentar”.
O professor de geografia Terence Day avaliou as citações geradas pelo ChatGPT e descobriu que eram falsas. Apesar disso, ele escreve que “os títulos dos artigos falsos são todos diretamente relevantes para as questões e poderiam potencialmente resultar em artigos excelentes. A falta de uma citação genuína poderia sinalizar uma oportunidade para um autor empreendedor preencher uma lacuna”. Segundo Day, é possível gerar cursos introdutórios à faculdade de alta qualidade com o ChatGPT; ele usou-o para escrever materiais sobre "cursos introdutórios de geografia física, para o meu curso de segundo ano em hidrologia geográfica e cartografia de segundo ano, sistemas de informação geográfica e sensoriamento remoto". Ele conclui que “esta abordagem poderia ter relevância significativa para a aprendizagem aberta e poderia potencialmente afetar os atuais modelos de publicação de livros didáticos”.

#### Mercados financeiros
A empresa de tecnologia de IA c3.ai viu um aumento de 28% no preço das suas ações após anunciar a integração do ChatGPT no seu kit de ferramentas. O preço das ações da BuzzFeed, empresa de média digital não relacionada à IA, aumentou 120% após anunciar a adoção da tecnologia OpenAI para criação de conteúdo. A Reuters descobriu que os preços das ações das empresas relacionadas à IA BigBear.ai e SoundHound AI aumentaram 21% e 40%, respetivamente, embora não tivessem conexão direta com o ChatGPT. Eles atribuíram este aumento ao papel do ChatGPT em transformar a IA na palavra da moda em Wall Street. Uma investigação académica publicada na Finance Research Letters descobriu que o 'efeito ChatGPT' levou os investidores de retalho a aumentar os preços dos ativos de criptomoeda relacionados à IA, apesar do mercado mais amplo de criptomoedas estar num mercado em baixa e diminuido  interesse dos investidores institucionais. Isto confirma as descobertas anedóticas da Bloomberg de que, em resposta ao lançamento do ChatGPT, os investidores em criptomoedas mostraram uma preferência por ativos criptográficos relacionados com IA. Uma experiência realizado pelo finder.com revelou que o ChatGPT poderia superar os gestores de fundos populares ao escolher ações com base em critérios como histórico de crescimento e níveis de dívida, resultando num aumento de 4,9% numa conta hipotética de 38 ações, superando 10 fundos de investimento de referência com uma perda média de 0,8%.
Por outro lado, executivos e gestores de investimentos de fundos quantitativos de Wall Street (incluindo aqueles que usam aprendizagem de máquina há décadas) notaram que o ChatGPT comete regularmente erros óbvios que seriam financeiramente onerosos para os investidores, porque mesmo os sistemas de IA que empregam aprendizagem por reforço ou autoaprendizagem têm tido apenas um sucesso limitado na previsão das tendências do mercado devido à qualidade inerentemente ruidosa dos dados de mercado e dos sinais financeiros. Em novembro de 2023, uma investigação conduzida pela Patronus AI, uma empresa startup de inteligência artificial, comparou o desempenho do GPT-4, GPT-4-Turbo, Claude2 e LLaMA-2 em duas versões de um teste de 150 perguntas sobre informações em declarações financeiras (por exemplo, Formulário 10-K, Formulário 10-Q, Formulário 8-K, relatórios de lucros, transcrições de teleconferências de lucros) enviados por empresas públicas à Comissão de Valores Mobiliários dos EUA (SEC). Uma versão do teste exigia que os modelos generativos de IA usassem um sistema de recuperação para encontrar o arquivo específico da SEC para responder às perguntas; a outra deu aos modelos o arquivo específico da SEC para responder à pergunta (ou seja, numa longa janela de contexto). Na versão do sistema de recuperação, o GPT-4-Turbo e LLaMA-2 não conseguiram produzir respostas corretas para 81% das perguntas, enquanto que na versão de janela de contexto longa, GPT-4-Turbo e Claude-2 não conseguiram produzir respostas corretas para 21% e 24% das questões, respetivamente.

#### Medicina
No domínio dos cuidados de saúde, possíveis utilizações e preocupações estão sob escrutínio por associações profissionais e por profissionais. Dois artigos iniciais indicaram que o ChatGPT poderia passar no Exame de Licenciamento Médico dos Estados Unidos (USMLE). O MedPage Today observou em janeiro de 2023 que “os investigadores publicaram vários artigos agora divulgando estes programas de IA como ferramentas úteis na educação médica, investigação e até mesmo na tomada de decisões clínicas”.
Dois artigos que foram publicados separadamente em fevereiro de 2023 avaliaram novamente a proficiência do ChatGPT em medicina usando o USMLE. Os resultados foram publicados na JMIR Medical Education (ver Journal of Medical Internet Research) e na PLOS Digital Health. Os autores do artigo da PLOS Digital Health afirmaram que os resultados “sugerem que grandes modelos de linguagem podem ter o potencial de auxiliar na educação médica e, potencialmente, na tomada de decisões clínicas”. Na JMIR Medical Education, os autores do outro artigo concluíram que "o ChatGPT tem um desempenho no nível esperado de um estudante de medicina do terceiro ano na avaliação da competência primária do conhecimento médico." Eles sugerem que poderia ser usado como um “ambiente de aprendizagem interativo para os alunos”. A própria IA, solicitada pelos investigadores, concluiu que “este estudo sugere que o ChatGPT tem potencial para ser usado como tutor médico virtual, mas são necessárias mais investigações para avaliar melhor o seu desempenho e usabilidade neste contexto”. A versão ChatGPT lançada posteriormente baseada em GPT-4 superou significativamente a versão baseada em GPT-3.5. Investigadores da Universidade de Stanford e da Universidade da Califórnia em Berkeley descobriram que o desempenho do GPT-3.5 e GPT-4 no USMLE diminuiu de março de 2023 a junho de 2023.
Um artigo de março de 2023 testou a aplicação do ChatGPT em toxicologia clínica. Os autores descobriram que a IA “saiu-se bem” ao responder a um “[exemplo de caso clínico] muito simples, improvável de ser esquecido por qualquer profissional da área”. Eles acrescentaram: "À medida que o ChatGPT se torna mais desenvolvido e adaptado especificamente para a medicina, ele poderá um dia ser útil em casos clínicos menos comuns (i.e., casos que os especialistas às vezes ignoram). Ao invés de a IA substituir os humanos (médicos), nós vemo-la como 'médicos que usam IA' substituindo 'médicos que não usam IA' nos próximos anos."
Um estudo de abril de 2023 na Radiology testou a capacidade da IA de responder a perguntas sobre o rastreio do cancro da mama. Os autores descobriram que respondia adequadamente “cerca de 88 por cento das vezes”, no entanto, num caso (por exemplo), dava conselhos que se tinham tornado desatualizados cerca de um ano antes. A abrangência das suas respostas também faltou. Um estudo publicado na JAMA Internal Medicine naquele mesmo mês descobriu que o ChatGPT muitas vezes superava os médicos humanos a responder às perguntas dos pacientes (quando comparado com perguntas e respostas encontradas no /r/AskDocs, um fórum no Reddit onde moderadores validam as credenciais médicas dos profissionais; o estudo reconhece a fonte como uma limitação). Os autores do estudo sugerem que a ferramenta poderia ser integrada a sistemas médicos para ajudar os médicos a redigir respostas às perguntas dos pacientes.
Os profissionais enfatizaram as limitações do ChatGPT na prestação de assistência médica. Em correspondência com a The Lancet Infectious Diseases, três especialistas em antimicrobianos escreveram que "as maiores barreiras à implementação do ChatGPT na prática clínica são os défices na consciência situacional, na inferência e na consistência. Estas deficiências podem pôr em risco a segurança do paciente". A Physician's Weekly, embora também discuta o uso potencial do ChatGPT em contextos médicos (por exemplo, "como um assistente digital para médicos, desempenhando várias funções administrativas, como coletar informações de registos de pacientes ou categorizar dados de pacientes por histórico familiar, sintomas, resultados laboratoriais, possíveis alergias, etc."), alertou que a IA pode, às vezes, fornecer informações fabricadas ou tendenciosas. Um radiologista alertou: “Vimos na nossa experiência que o ChatGPT às vezes inventa artigos de jornais ou consórcios de saúde falsos para apoiar as suas afirmações”; Conforme relatado num artigo da Mayo Clinic Proceedings: Digital Health, o ChatGPT pode fazer isso para até 69% das suas referências médicas citadas. Os investigadores enfatizaram que embora muitas das suas referências tenham sido fabricadas, aquelas que o foram pareciam “enganosamente reais”. No entanto, como o Dr. Stephen Hughes mencionou para o The Conversation, o ChatGPT é capaz de aprender a corrigir os seus erros do passado. Ele também observou o “puritanismo” da IA em relação a temas de saúde sexual.
Ao contrário das descobertas anteriores, as respostas do ChatGPT às questões relacionadas à anestesia foram mais precisas, sucintas e descritivas em comparação com as do Bard. O Bard exibiu 30,3% de erro na resposta em comparação com o ChatGPT (0% de erro). Numa conferência da Sociedade Americana de Farmacêuticos do Sistema de Saúde em dezembro de 2023, investigadores da Universidade de Long Island (LIU) apresentaram um estudo que investigou as respostas do ChatGPT a 45 perguntas frequentes do serviço de informações sobre medicamentos da Faculdade de Farmácia da LIU durante um período de 16 meses de 2022 a 2023, em comparação com as respostas investigadas fornecidas por farmacêuticos profissionais. Para 29 das 39 questões para as quais havia literatura médica suficiente para uma resposta baseada em dados, o ChatGPT não forneceu uma resposta direta ou forneceu uma resposta errada ou incompleta (e em alguns casos, se fosse posta em prática, a resposta colocaria em perigo a saúde do paciente). Os investigadores pediram ao ChatGPT que fornecesse citações de investigações médicas para todas as suas respostas, mas fê-lo apenas para oito, e todas as oito incluíram pelo menos uma citação fabricada (falsa).
Um estudo de janeiro de 2024 conduzido por investigadores do Centro Médico Pediátrico Cohen descobriu que o GPT-4 tinha uma taxa de precisão de 17% no diagnóstico de casos médicos pediátricos.

#### Direito
Em janeiro de 2023, o senador do estado de Massachusetts Barry Finegold e o deputado estadual Josh S. Cutler propuseram um projeto de lei parcialmente escrito por ChatGPT, "Uma Lei elaborada com a ajuda do ChatGPT para regular modelos generativos de inteligência artificial como o ChatGPT", que exigiria que as empresas divulgassem os seus algoritmos e práticas de recolha de dados ao Ministério Público Estadual, organizassem avaliações de risco regulares e contribuíssem para a prevenção do plágio. O projeto foi apresentado oficialmente durante uma sessão em 13 de julho.

Em 11 de abril de 2023, um juiz de um tribunal de sessão no Paquistão usou o ChatGPT para decidir a fiança de um acusado de 13 anos num caso. O tribunal citou o uso da assistência ChatGPT no seu veredito:
| “ | Um jovem suspeito no Paquistão, de 13 anos, pode receber fiança após ser preso? | ” |

O modelo de linguagem AI respondeu:
| “ | Ao abrigo da Lei do Sistema de Justiça Juvenil de 2018, de acordo com a secção 12, o tribunal pode conceder fiança em determinadas condições. No entanto, cabe ao tribunal decidir se um suspeito de 13 anos receberá ou não fiança após a prisão. | ” |

O juiz fez outras perguntas ao ChatGPT sobre o caso e formulou a sua decisão final à luz das respostas.
Em Mata v. Avianca, Inc., 22-cv-1461 (PKC), uma ação por danos pessoais contra a Avianca Airlines movida no Tribunal Distrital do Sul de Nova Iorque dos EUA em maio de 2023 (presidida pelo Juiz Sénior P. Kevin Castel), os advogados supostamente usaram o ChatGPT para gerar uma moção legal. O ChatGPT gerou inúmeros processos jurídicos fictícios envolvendo companhias aéreas fictícias com cotações e citações internas fabricadas na ação judicial. Castel notou inúmeras inconsistências nos resumos de opinião e classificou a análise jurídica de um dos casos como "absurda". Os advogados do queixoso enfrentaram possíveis sanções judiciais e expulsão da Ordem por apresentarem a petição e apresentarem as decisões legais fictícias geradas pelo ChatGPT como autênticas. O caso foi arquivado e os advogados foram multados em 5.000 dólares.
Em outubro de 2023, a Câmara Municipal de Porto Alegre (Rio Grande do Sul), aprovou por unanimidade uma portaria local proposta pelo vereador Ramiro Rosário que isentaria os moradores do pagamento pela substituição de medidores de consumo de água furtados; o projeto entrou em vigor em 23 de novembro. No dia 29 de novembro, Rosário revelou que o projeto de lei foi integralmente redigido pelo ChatGPT e que apresentou-o ao resto do conselho sem fazer alterações ou divulgar o envolvimento do chatbot. O presidente da Câmara Municipal, Hamilton Sossmeier, inicialmente criticou a iniciativa de Rosário, dizendo que poderia representar "um precedente perigoso", mas depois disse que "mudou de ideias": "infelizmente ou felizmente, isto vai ser um tendência."